# Lanquais

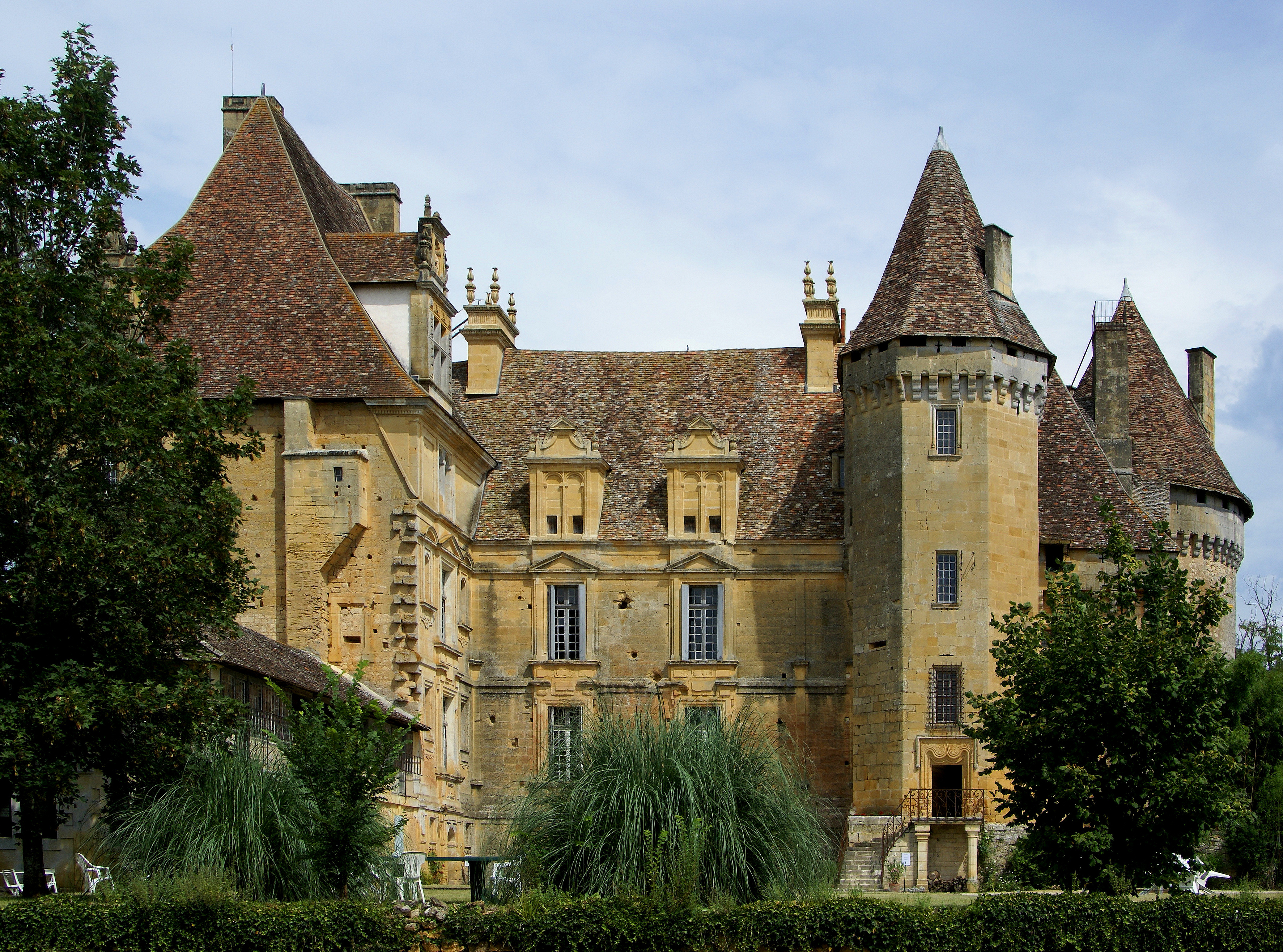
Lâu đài Lanquais

Lanquais là một xã của Pháp, nằm ở tỉnh Dordogne trong vùng Aquitaine của Pháp. Xã này có diện tích 14,48 km2, dân số năm 2005 là 496 người. Xã nằm ở khu vực có độ cao trung bình 87 m trên mực nước biển.

## Thông tin nhân khẩu
| Năm    | 1962 | 1968 | 1975 | 1982 | 1990 | 1999 | 2005 |
| ------ | ---- | ---- | ---- | ---- | ---- | ---- | ---- |
| Dân số | 507  | 530  | 532  | 526  | 527  | 513  | 496  |